# فیلیپو پنا
فیلیپو پنا (انگلیسی: Filippo Penna؛ زادهٔ ۲۴ مارس ۱۹۹۵) بازیکن فوتبال اهل ایتالیا است.
از باشگاه‌هایی که در آن بازی کرده‌است می‌توان به باشگاه فوتبال یوونتوس و باشگاه فوتبال ویرتوس لانچانو اشاره کرد.
وی همچنین در تیم‌های ملی فوتبال زیر ۱۶ سال ایتالیا و زیر ۱۷ سال ایتالیا بازی کرده‌است.